# Olympische Sommerspiele 1972/Teilnehmer (Pakistan)
| Gelbes Symbol für Goldmedaillen mit stilisierten Olympischen Ringen | Graues Symbol für Silbermedaillen mit stilisierten Olympischen Ringen | Braundes Symbol für Bronzemedaillen mit stilisierten Olympischen Ringen |
| ------------------------------------------------------------------- | --------------------------------------------------------------------- | ----------------------------------------------------------------------- |
| —                                                                   | 1                                                                     | —                                                                       |

Pakistan nahm an den Olympischen Spielen 1972 in München teil. Es war die 7. Teilnahme Pakistans an Olympischen Sommerspielen. Pakistan schickte 25 Athleten nach München.

## Teilnehmer nach Sportarten

### Boxen
Leichtwelterewicht
- Malang Balouch, 17. Platz

Fliegengewicht
- Jan Mohammad Balouch, 17. Platz

### Gewichtheben
Männer Mittelgewicht
- Mohammad Malik Arshad 19. Platz

### Hockey
Platzierung: 2. Platz 
Kader:
- Munawaruz Zaman
- Iftikhar Ahmed Syed
- Saleem Sherwani
- Shahnaz Sheikh
- Muhammad Zahid Sheikh
- Fazalur Rehman
- Akhtar Rasool
- Abdul Rashid
- Muhammad Asad Malik
- Akhtarul Islam
- Islah-ud-Din
- Jahangir Butt
- Mudassar Asghar
- Saeed Anwar
- Riaz Ahmed

### Leichtathletik
Männer 1500 m
- Muhammad Younis 1. Runde,  7. Platz

Männer 800 m
- Muhammad Siddique, 1. Runde, 7. Platz

Männer 200 m
- Nusrat Iqbal Sahi 1. Runde,  5. Platz

Männer 400 m Hürden
- Norman Brinkworth 1. Runde, 7. Platz

Männer 110 m Hürden
- Muhammad Ahmed Bashir  1. Runde, 8. Platz

### Ringen
Männer Weltergewicht, Freestyle
- Muhammad Yaghoub 3. Runde, 2. Platz

Männer Bantamgewicht, Freestyle
- Ditta Allah 2. Runde,  2. Platz